# Booster (singolo)
Booster è un singolo del cantautore italiano Tananai, pubblicato il 29 novembre 2024 come quinto estratto dal terzo album in studio CalmoCobra.

## Descrizione
Il brano, scritto dallo stesso cantautore con Alessandro Raina, Davide Simonetta, in arte d.whale, Paolo Antonacci e Placido Salamone, è prodotto dallo stesso Alberto Cotta Ramusino con Davide Simonetta e già incluso come seconda traccia dell'album CalmoCobra, uscito il 18 ottobre 2024.

## Promozione
Il brano è stato eseguito in anteprima dallo stesso cantautore il 7 novembre 2024 nel corso della terza puntata del talent show X Factor e successivamente anche il 17 novembre nel corso dell'ottava puntata della ventiquattresima edizione del talent show Amici di Maria De Filippi.

## Video musicale
Il video musicale, diretto da Daniele Bagolin, è stato pubblicato in anteprima il 28 novembre 2024 attraverso il canale YouTube del cantautore e ha avuto la partecipazione dell'attore italiano Simone Di Scioscio.

## Tracce
Testi e musiche di Alberto Cotta Ramusino, Alessandro Raina, Davide Simonetta, Paolo Antonacci e Placido Salamone.
1. Booster – 3:15